# NGC 375
NGC 375 ist eine elliptische Galaxie  vom Hubble-Typ E2 im Sternbild Fische auf der Ekliptik. Sie ist schätzungsweise 268 Millionen Lichtjahre von der Milchstraße entfernt und hat einen Durchmesser von etwa 40.000 Lichtjahren.

Gemeinsam mit NGC 379, NGC 380, NGC 382, NGC 383, NGC 384, NGC 385, NGC 386, NGC 387 und NGC 388 bildet sie den Galaxienhaufen Arp 331.
Das Objekt wurde am 1. Dezember 1874 von dem irischen Astronomen Lawrence Parsons entdeckt.